# George Frederick Stout
Pour les articles homonymes, voir Stout (homonymie).
George Frederick Stout (G. F. Stout) (1860 – 1944) est un philosophe et psychologue anglais influent. Il est né à South Shields, puis il étudie la philosophie et la psychologie à l'université de Cambridge où il enseigne par la suite.
Stout est l'éditeur du journal intitulé Mind, de 1891 à 1920, journal avant-gardiste concernant la psychologie. Il est également président de l'Aristotelian Society de 1899 à 1904. Parmi ses étudiants notables on compte George Edward Moore et Bertrand Russell. Stout a également donné des conférences à l'université d'Aberdeen, à celle d'Oxford, et à celle de St. Andrews. Il a également participé aux Gifford Lectures.
George Frederick Stout meurt en 1944, en Australie.

## Œuvres principales
- Analytic Psychology (1886)
- Manual of Psychology (2 volumes, 1898-1899)
- Studies in Philosophy and Psychology (1930)